# 托尼娅·费尔贝克
托尼娅·费尔贝克（荷蘭語：Tonya Verbeek，1977年8月14日—），加拿大女子摔跤运动员。她曾代表加拿大参加2004年、2008年和2012年夏季奥林匹克运动会摔跤比赛，获得二枚银牌和一枚铜牌。